# 岐阜県畜産研究所飛騨牛研究部
岐阜県畜産研究所飛騨牛研究部（ぎふけんちくさんけんきゅうじょひだぎゅうけんきゅうぶ）は、岐阜県高山市清見町にある飛騨牛の研究施設。

## 概要
岐阜県高山市清見町牧ヶ洞に研究所を構える。主な業務として飛騨牛の品質改良、優良種雄牛精子の凍結保存、畜産農家への優良子牛の供給などを行っている。テレビでは飛騨牛のルーツとして度々紹介される。

## 供用された主な種雄牛
- 白清85の3
- 羅威傳王
- 飛騨白清
- 光平福

## 飛騨牛と安福号
約4万頭もの飛騨牛を誕生させ、約150頭の種雄牛の父として飛騨牛のブランドに多大なる貢献をした「安福号」。1980年、但馬牛として誕生し、1981年に岐阜県が購入した。
「安福号」は当時の岐阜県知事上松陽助によって命名された。現在では全国の黒毛和牛の3割が安福号の血を引いているとされる。安福号は1993年に死亡したが、その時研究所は安福号の精巣を凍結保存していた。岐阜県畜産研究所と近畿大学は共同でこの凍結した精巣から生きた細胞を取り出し、体細胞クローン牛「望安福」を誕生させた。この精巣は凍結するに当たって何の処理もされておらず、単に「冷凍庫に放り込んだ」といっても過言ではない保存方法であった。保護処理も何もしない状態で10年間凍結し、そこから生きた細胞を取り出せた事自体驚異的であった。2007年11月から2008年7月にかけて4頭誕生したが、その内2頭は死亡した。今後、安福号の生存時には為し得なかった遺伝子発現解析やタンパク質解析により、より質の高い和牛生産、肉のおいしさなどの秘密の解明が期待される。なお、今回誕生したクローン牛は前述の通り研究用であり、食肉として流通する事はない。